# Maimil
Maimil è un film del 2001 diretto da Aktan Arym Kubat.